# Охота на овец
«Охо́та на ове́ц» (яп. 羊をめぐる冒険 хицудзи о мэгуру бо:кэн, англ. A Wild Sheep Chase) — роман японского писателя Харуки Мураками (1982). Третье произведение в цикле «Трилогия Крысы», продолжение романов «Слушай песню ветра» и «Пинбол 1973». Книга содержит элементы мистики и фантастики, обыгранные в духе постмодерна.
Материал для произведения Мураками собрал в 1981 году на Хоккайдо. Образцами для него служили «Апокалипсис сегодня» Фрэнсиса Форда Копполы и «Долгое прощание» Рэймонда Чандлера.
Переведён на русский язык в 1998 году Дмитрием Ковалениным; перевод этот был оценён как «чрезвычайно удачный» и положил начало многолетней работе Коваленина по переводу романов Мураками.

## Сюжет
Основан на древней китайской легенде о переселении души Овцы в человека. Овца полностью заменяет личность, взамен человеку даются неограниченные возможности и силы, направленные на установление всемирного господства Анархии.
Для достижения этой цели Овца использует тела разных людей. В романе она побывала в теле профессора-Овцы, затем поселилась в потомке обнищавшего крестьянина (Сэнсэя) и превратила его во всемогущественного лидера некой Организации. Использовав и истощив его возможности, Овца вселилась в друга главного героя, который, осознав уготованную ему судьбу, призвал на помощь своего товарища, но не дождавшись покончил с собой и, как он надеялся, с вселившейся в него Овцой.

## Персонажи
Ни один из героев романа не называется по имени:
- Главный герой
- Его подруга — «ушная модель»
- «Девчонка, Которая Спала с Кем Ни Попадя»
- Крыса — лучший друг героя
- Человек-Овца (также фигурирует в книге детских сказок Мураками «Рождество Овцы»)
- Сэнсэй
- Секретарь Сэнсэя
- Профессор Овца
- Сын профессора Овцы — консьерж отеля «Дельфин»
- «Старина Джэй» — владелец «Джей’з Бара»
- Водитель Сэнсэя